# Малка френска треска
Малките френски трески (Trisopterus luscus) са вид животни от семейство Трескови (Gadidae).
Таксонът е описан за пръв път от Карл Линей през 1758 година.

## Подвидове
- Trisopterus luscus capelanus